# 德勒
德勒（法語：Dreux，法語發音：[dʁø]），法国中北部城市，中央-卢瓦尔河谷大区厄尔-卢瓦省的一个市镇，同时也是该省的一个副省会，下辖德勒区，其市镇面积为24.27平方公里，2022年1月1日时人口数量为31,205人，是该省人口第二多的市镇，仅次于省会沙特尔，在法国城市中排名第266位。
德勒位于厄尔-卢瓦省北部，是该省及中央-卢瓦尔河谷大区最北端的副省会城市，同时也是一个区域性的中心城市，圣西尔－叙尔东铁路和多条干线公路在此交汇。

## 地名来源

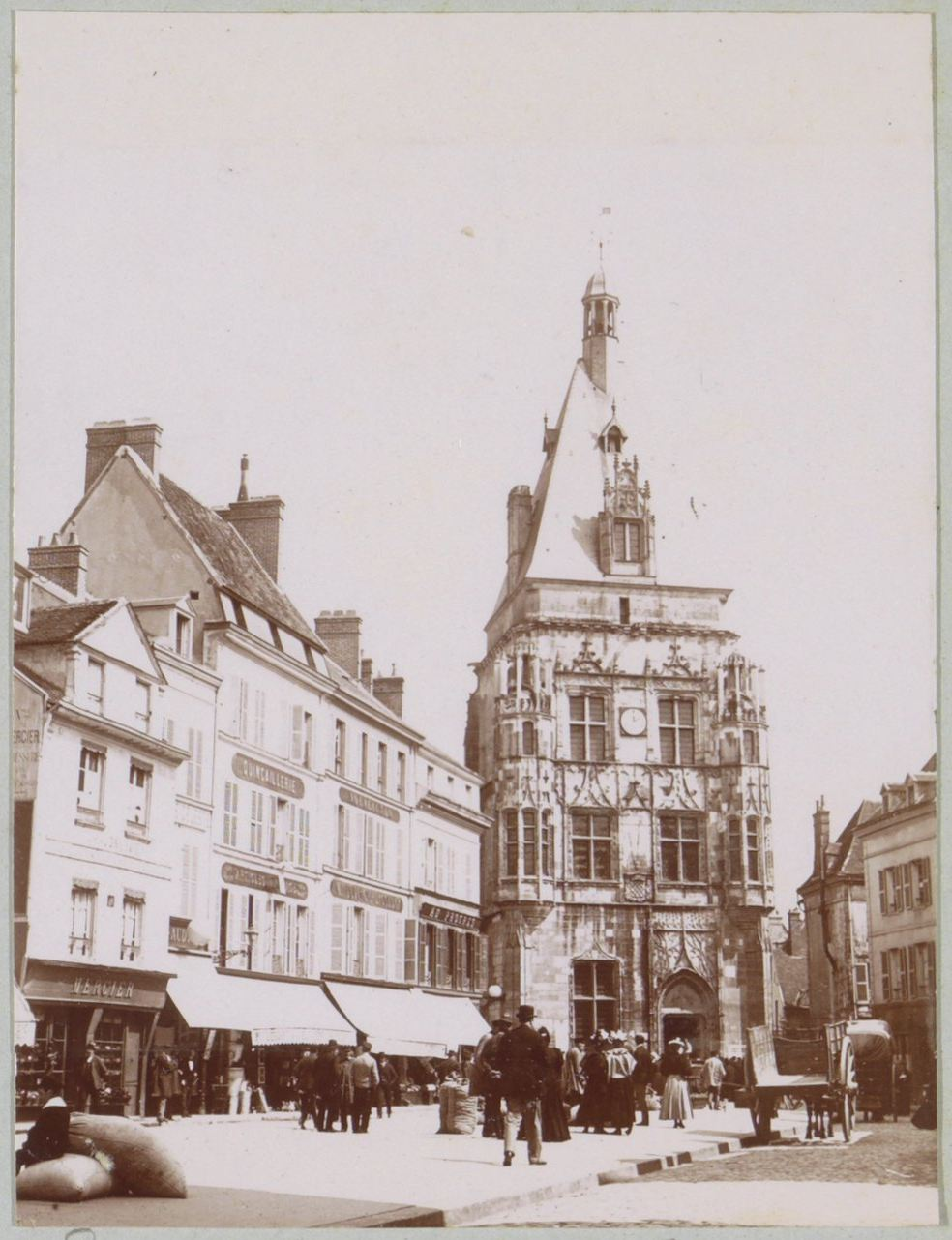
19世纪末的德勒

“德勒”一名来源于高卢时期活动于此的迪罗卡斯部落，但其名称的确切含义尚未得到考证。

## 历史
德勒的早期历史尚不清楚，根据当地地方志协会的描述，最初在德勒地区活动的可能是公元前约3500年迁徙至此的雅利安人，高卢时期成为迪罗卡斯的活动中心，罗马人入侵后在德勒修建了一处小教堂。中世纪中期，诺曼人入侵诺曼底并建立了独立公国，德勒成为了法兰西王国的一座边境城市，并被设置为一个伯国，当地领主获得了伯爵爵位。1000至1080年间，德勒多次被诺曼人侵占。1152年，布卢瓦家族成员大罗贝尔一世与布赖讷女伯爵阿涅丝·德·博德蒙联姻，开创了德勒卡佩家族。英法百年战争期间，德勒曾于1421年被亨利五世攻占，直至1437年才获得解放，期间，德勒伯爵的爵位曾被英格兰将士萨福克（Suffolk）占用。宗教战争期间，德勒一度成为重要战场，天主教联盟将领吉斯公爵于1562年在此展开德勒战役，造成超过八千人身亡，最终战胜了胡格诺派并俘虏了孔代亲王。法国大革命后，德勒成为厄尔-卢瓦省的一个市镇，并成为该省的一个地区行署，1800年起成为副省会。工业革命期间，连接巴黎和格朗维尔的铁路由此通过，同时还有多条地方铁路线在此交汇，德勒成为了一个区域性的铁路枢纽，并带动了当地的工业和经济发展。二战后，德勒出现了大批集中式居民区，以接待各前殖民地的移民。1981年，时任德勒市长的弗朗索瓦丝·加斯帕尔女士发表仇外言论，引发了法国社会的关注。

## 地理

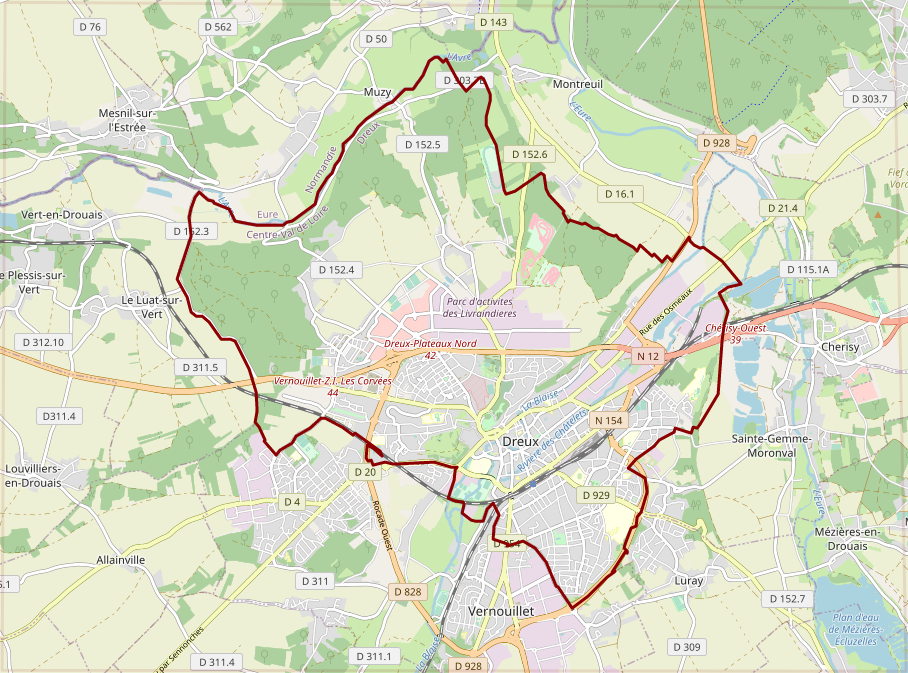
德勒市镇范围地图

德勒位于法国中北部，中央-卢瓦尔河谷大区北部和厄尔-卢瓦省北部，距离省会沙特尔大约37公里，其附近区域被称为德勒地区或德鲁艾。与德勒接壤的市镇包括：韦尔努耶、德鲁艾地区韦尔、谢里西、米济、蒙特勒伊、圣热姆莫龙瓦勒、吕赖。

### 地形
德勒位于博斯平原和诺曼底丘陵的过渡地区，境内以浅丘为主，市中心地势平坦，全境海拔在75到139米之间。

### 水文
厄尔河自西南向东北流经德勒市中心，其市区段被开凿为两支水道，该河是厄尔河的支流，属于塞纳河流域。

### 植被
德勒属于温带落叶林区，林地主要分布于河流两岸及一些坡地上，部分区域被开辟为了城市绿地公园。
在鲜花城市的评比中，德勒被评为3星级鲜花城市。

### 气候
德勒在柯本气候分类法中属于温带海洋性气候。
德勒境内设有气象站，以下为该气象站的数据（其中日照数据取自尚福尔）：
| 德勒1981年－2019年  | 德勒1981年－2019年 | 德勒1981年－2019年 | 德勒1981年－2019年 | 德勒1981年－2019年 | 德勒1981年－2019年 | 德勒1981年－2019年 | 德勒1981年－2019年 | 德勒1981年－2019年 | 德勒1981年－2019年 | 德勒1981年－2019年 | 德勒1981年－2019年 | 德勒1981年－2019年 | 德勒1981年－2019年 |
| 月份                | 1月                | 2月                | 3月                | 4月                | 5月                | 6月                | 7月                | 8月                | 9月                | 10月               | 11月               | 12月               | 全年               |
| ------------------- | ------------------ | ------------------ | ------------------ | ------------------ | ------------------ | ------------------ | ------------------ | ------------------ | ------------------ | ------------------ | ------------------ | ------------------ | ------------------ |
| 历史最高温 °C（°F） | 15.2 (59.4)        | 18.5 (65.3)        | 22.5 (72.5)        | 26.6 (79.9)        | 31.2 (88.2)        | 34.3 (93.7)        | 36 (97)            | 39.4 (102.9)       | 31.7 (89.1)        | 24.7 (76.5)        | 18.8 (65.8)        | 16.8 (62.2)        | 39.4 (102.9)       |
| 平均高温 °C（°F）   | 6.6 (43.9)         | 8.5 (47.3)         | 11.8 (53.2)        | 15.3 (59.5)        | 19.2 (66.6)        | 22.8 (73.0)        | 24.9 (76.8)        | 25 (77)            | 21.4 (70.5)        | 16.1 (61.0)        | 10.4 (50.7)        | 6.6 (43.9)         | 15.7 (60.3)        |
| 日均气温 °C（°F）   | 4.1 (39.4)         | 5.2 (41.4)         | 7.7 (45.9)         | 10.3 (50.5)        | 14 (57)            | 17.1 (62.8)        | 19.1 (66.4)        | 19.3 (66.7)        | 16.1 (61.0)        | 12.2 (54.0)        | 7.5 (45.5)         | 4.2 (39.6)         | 11.4 (52.5)        |
| 平均低温 °C（°F）   | 1.6 (34.9)         | 2 (36)             | 3.5 (38.3)         | 5.2 (41.4)         | 8.8 (47.8)         | 11.5 (52.7)        | 13.3 (55.9)        | 13.5 (56.3)        | 10.8 (51.4)        | 8.3 (46.9)         | 4.6 (40.3)         | 1.7 (35.1)         | 7.1 (44.8)         |
| 历史最低温 °C（°F） | −14 (7)            | −9.3 (15.3)        | −8.3 (17.1)        | −3.4 (25.9)        | −1 (30)            | 2.4 (36.3)         | 6.8 (44.2)         | 4.4 (39.9)         | 2 (36)             | −4.5 (23.9)        | −10 (14)           | −10.6 (12.9)       | −14 (7)            |
| 平均降水量 mm（）   | 41.6 (1.64)        | 38.6 (1.52)        | 40.6 (1.60)        | 38.4 (1.51)        | 47 (1.9)           | 46.9 (1.85)        | 57.8 (2.28)        | 39.2 (1.54)        | 39.2 (1.54)        | 60 (2.4)           | 48.8 (1.92)        | 59.2 (2.33)        | 557.3 (21.94)      |
| 月均日照時數        | 65.7               | 83.7               | 135.8              | 176.1              | 202.9              | 222.6              | 224.5              | 219.6              | 177.8              | 119.2              | 71.9               | 58.2               | 1,758              |
| 来源：Infoclimat.fr |                    |                    |                    |                    |                    |                    |                    |                    |                    |                    |                    |                    |                    |

## 行政区划
德勒是法国中央-卢瓦尔河谷大区厄尔-卢瓦省的一个市镇，编号为28134，它也是厄尔-卢瓦省的一个副省会。德勒下辖德勒区，隶属于厄尔-卢瓦省第二选区，管理德勒第一县和第二县，同时也是德勒地区城市圈公共社区的办公驻地。
法国国家统计与经济研究所（简称）在进行数据统计时，将德勒及相邻的另外5个市镇设为德勒城市核心区，并将包括核心区在内的周边共28个市镇划为德勒城市区。自2020年起，德勒城市区被包含1,949个市镇的巴黎城市辐射区代替。同时，还将德勒市镇分为了15个“块区”（IRIS），以便于统计人口分布情况。

## 交通

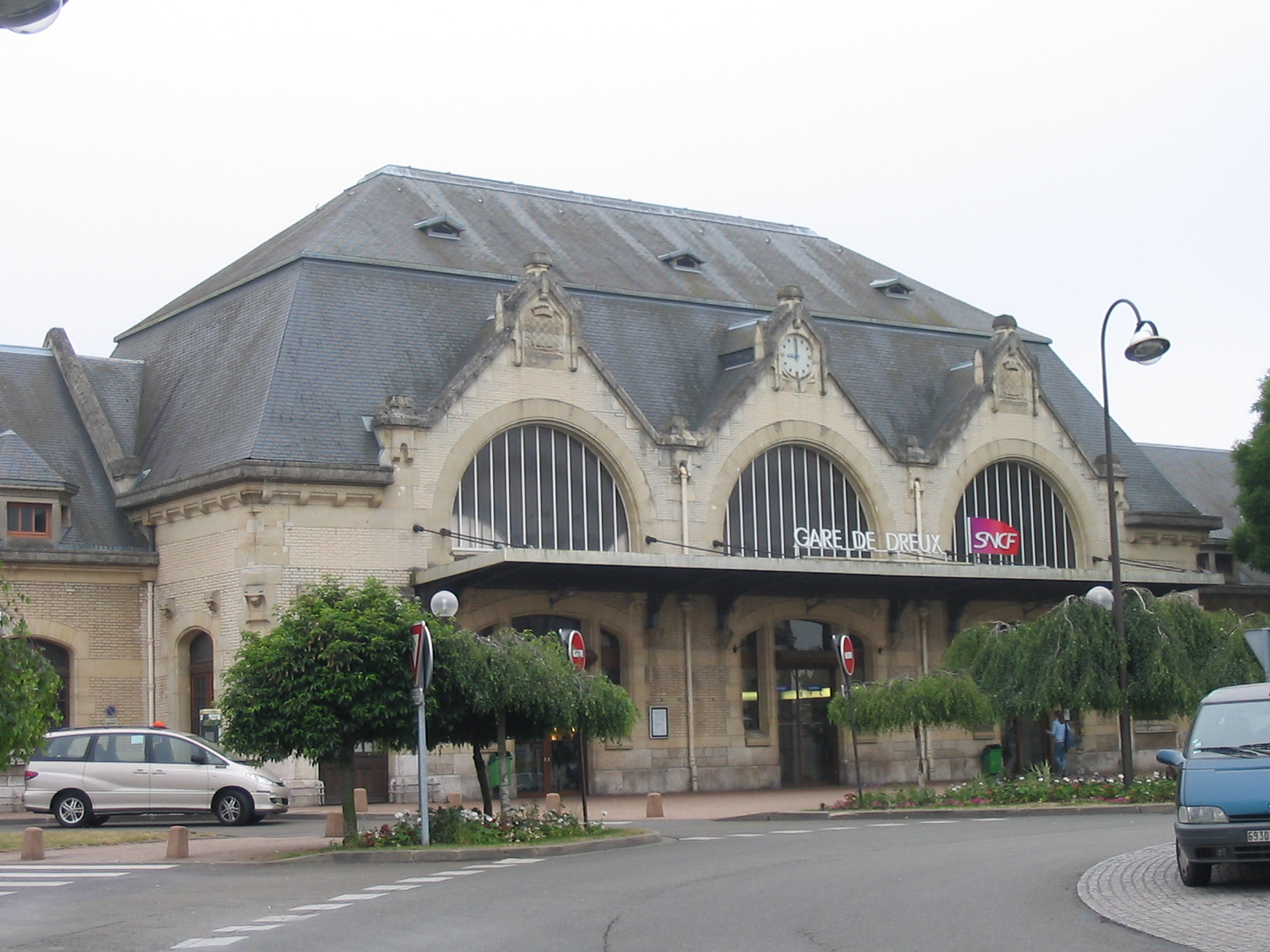
德勒火车站主站房

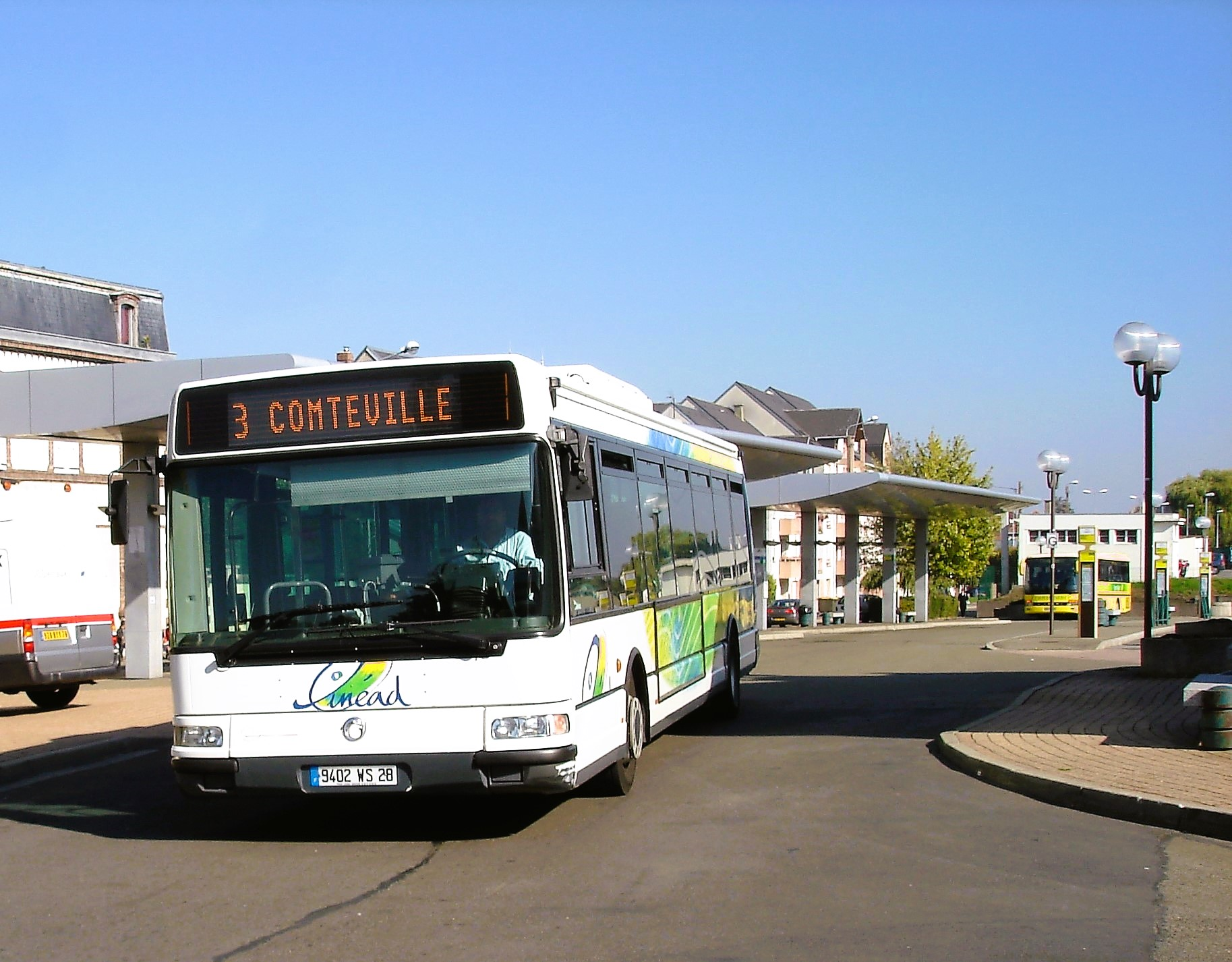
德勒公交

### 公路
法国国道N12线和N154线以及多条厄尔-卢瓦省省道在德勒境内交汇，中央-卢瓦尔河谷大区下属的城际客运提供巴士线路，可前往沙特尔、奥尔良、埃佩尔农、芒特拉若利以及普瓦西，而厄尔省城际客运则开行前往埃夫勒方向的城际巴士。
2017年，68.1%的德勒家庭拥有至少一辆的私人汽车。2019年，德勒境内共发生各类交通事故17起，造成1人遇难，23人受伤。

### 铁路
德勒位于圣西尔－叙尔东铁路上。德勒站位于市区中部，老城区以南，该站是法兰西岛大区铁路N线的一个终点站，同时也停靠往返于巴黎和格朗维尔一线的区域列车。

### 航空
距离德勒最近的民用航空站为巴黎-奥利机场，距离德勒市中心的公路里程约82公里。

### 城市公共交通
德勒城市公共交通（商业名称为）是当地的城市公共交通系统。截至2021年3月，该系统共包括6条普通公交线路、1条市区摆渡小巴和1条定制公交线路，路网覆盖了德勒市区内的主要街道和居民区。

## 政治

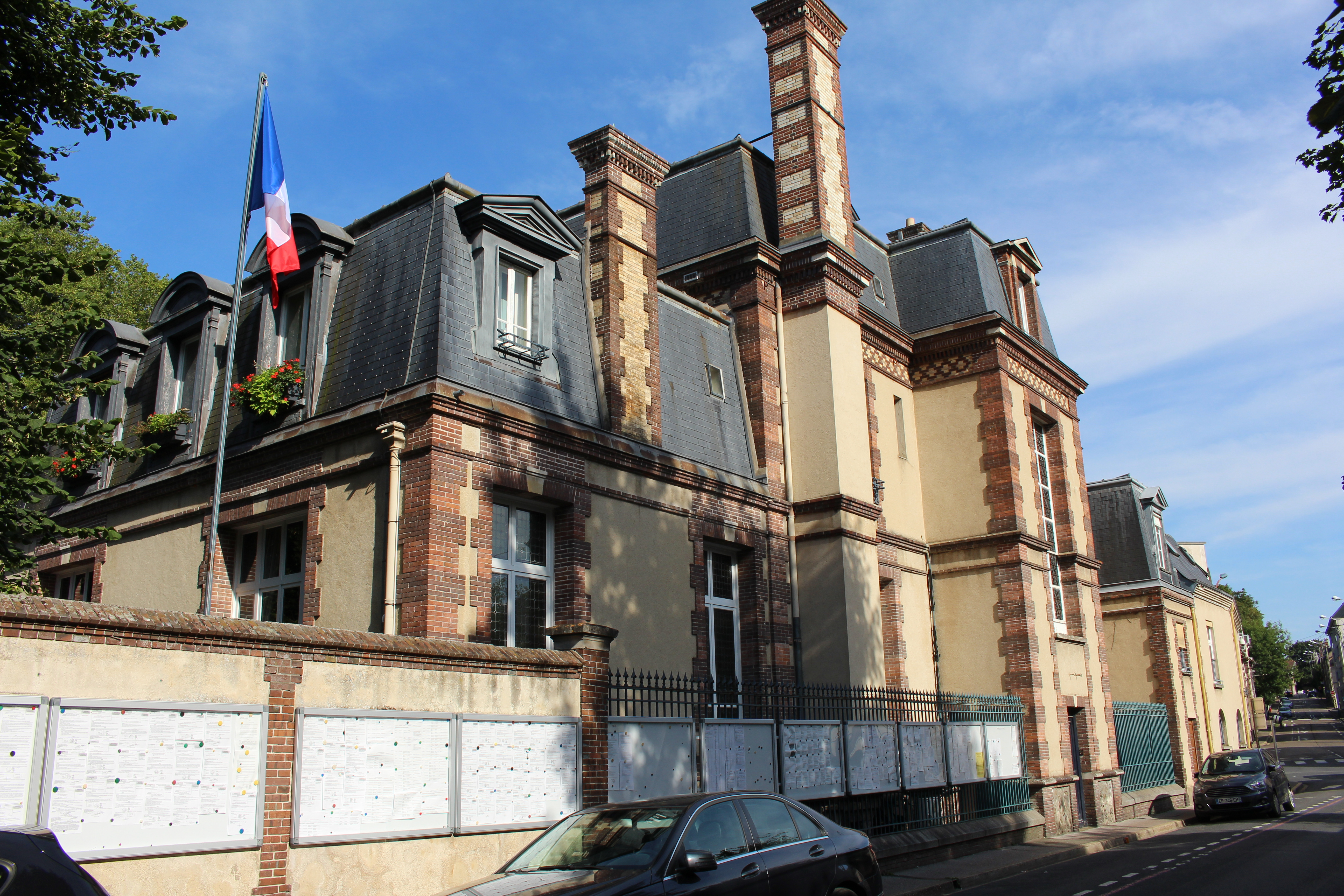
德勒市政厅

德勒的现任市长为皮埃尔-弗雷德里克·比耶先生（Pierre-Frédéric Billet），他一名右翼无党派人士，在2020年的市政选举中获得了58.76%的支持率。
在2017年的法国总统大选中，法国第25任总统埃马纽埃尔·马克龙在德勒获得了73.08%的支持率。
| 德勒历届市长   |                        |                                                |
| 任期           | 市长                   | 党派                                           |
| 1944年－1959年 | 莫里斯·维奥莱特        | RAD激进党 →UDSR抵抗运动民主社会联盟 →RAD激进党 |
| 1959年－1965年 | 乔治·拉斯泰尔          | UDSR抵抗运动民主社会联盟                       |
| 1965年－1977年 | 让·科雄                | CD法国民主中心                                 |
| 1977年－1983年 | 弗朗索瓦丝·加斯帕尔    | PS社会党                                       |
| 1983年－1995年 | 让·伊欧                | RPR保衛共和聯盟                                |
| 1995年－2020年 | 热拉尔·阿梅尔          | RPR保衛共和聯盟 →UMP人民运动联盟 →LR共和黨     |
| 2020年－       | 皮埃尔-弗雷德里克·比耶 | DVD右翼无党派人士                              |

## 人口
2018年，德勒市镇人口数量为30,664，在法国排名第266位。其中男性14,870人，女性16,174人，75岁及以上人口占6.7%，外籍人口数量为7,931人，人口密度为1,263人/平方公里，当地居民被称为（男性）或（女性），也可以通称为。2019年，德勒境内出生509人，死亡人口281人。
| 年份   | 1936   | 1946   | 1954   | 1962   | 1968   | 1975   | 1982   | 1990   | 1999   | 2006   | 2011   | 2016   | 2018   |
| ------ | ------ | ------ | ------ | ------ | ------ | ------ | ------ | ------ | ------ | ------ | ------ | ------ | ------ |
| 人口數 | 13,361 | 14,184 | 16,818 | 21,588 | 29,408 | 33,101 | 33,379 | 35,230 | 31,849 | 32,723 | 30,536 | 30,977 | 30,664 |

## 经济
德勒是一个区域性的中心城市，当地共有各类用人单位3,404家，平均历史为15年，其中98.63%为中小型企业（PME）。（医药生产）、（汽车销售）及（塑料包装生产）是当地2019年营业额最高的三个企业，分别为115,118,019欧元、76,738,181欧元和48,782,711欧元。

## 财政收入
2019年，德勒的财政收入总额为50,798,000欧元，财政支出总额为44,126,600欧元，当年的债务总额为33,760,300欧元。2020年，德勒共获得14,420,722欧元的国家财政补助，比上一年增加了0.02%。
2015年，德勒的人均月收入总额为2,155欧元，其中高级职员为4,108欧元，高于法国平均水平（4,103欧元）；中级职员为2,404欧元，高于法国平均水平（2,311欧元）；普通职员为1,794欧元，亦高于法国平均水平（1,662欧元）。
2017年，德勒境内的青壮年（15至64岁）失业率为24.1%，当地37.9%的家庭拥有纳税资格，平均纳税2,363欧元，低于法国平均水平（3,888欧元）。 

## 社会事务

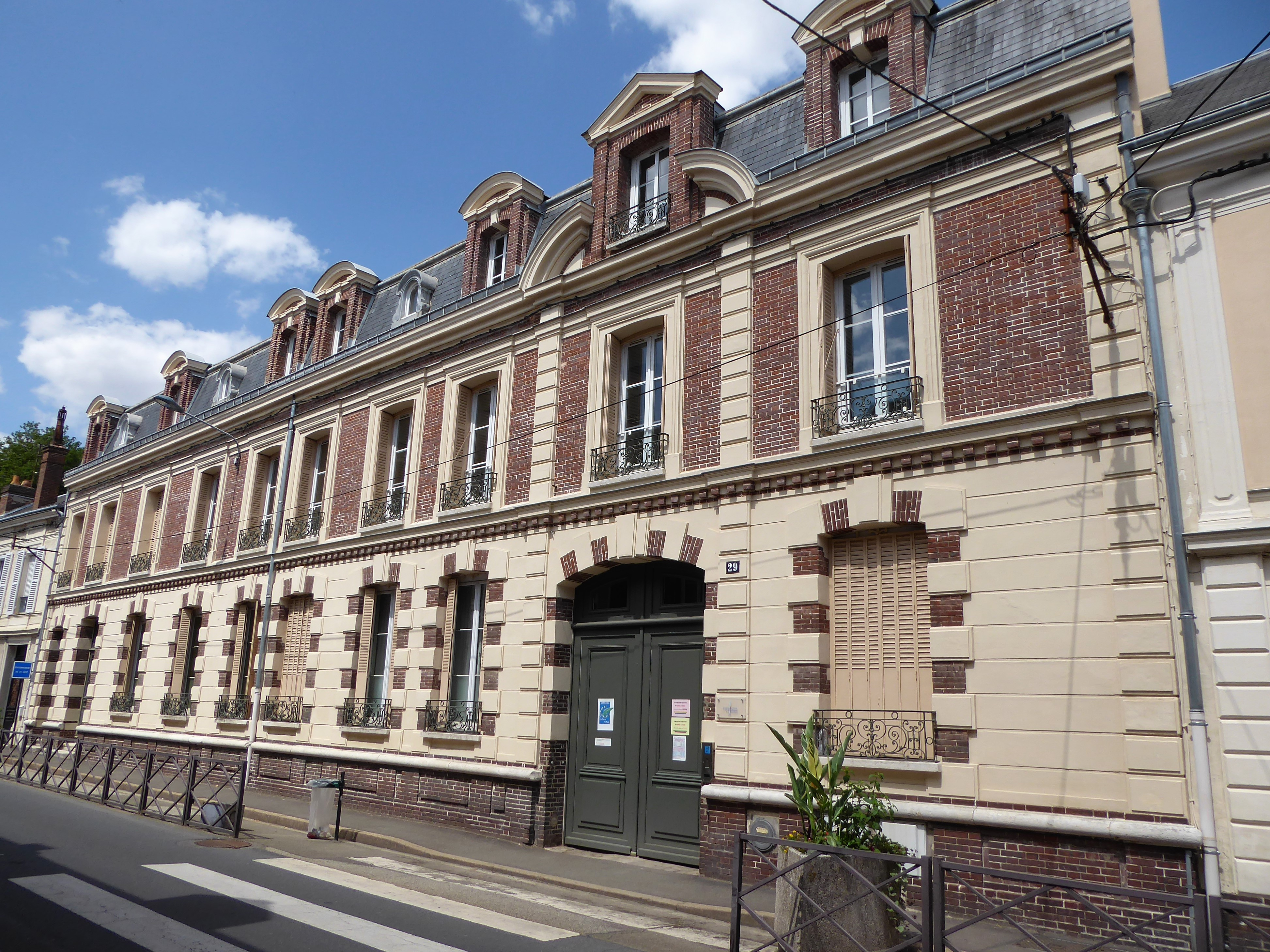
德勒境内的一所高级中学

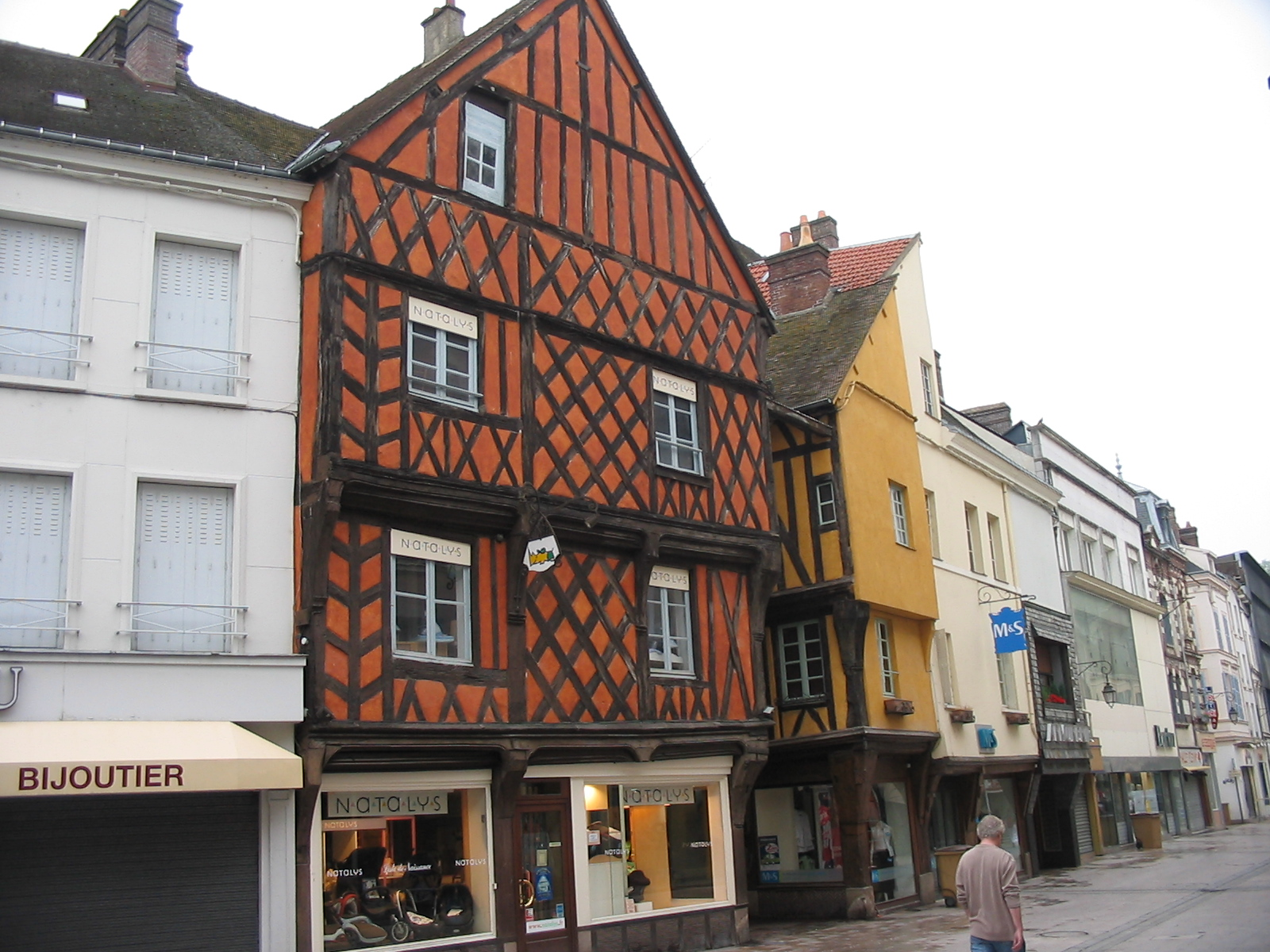
德勒市中心的传统建筑

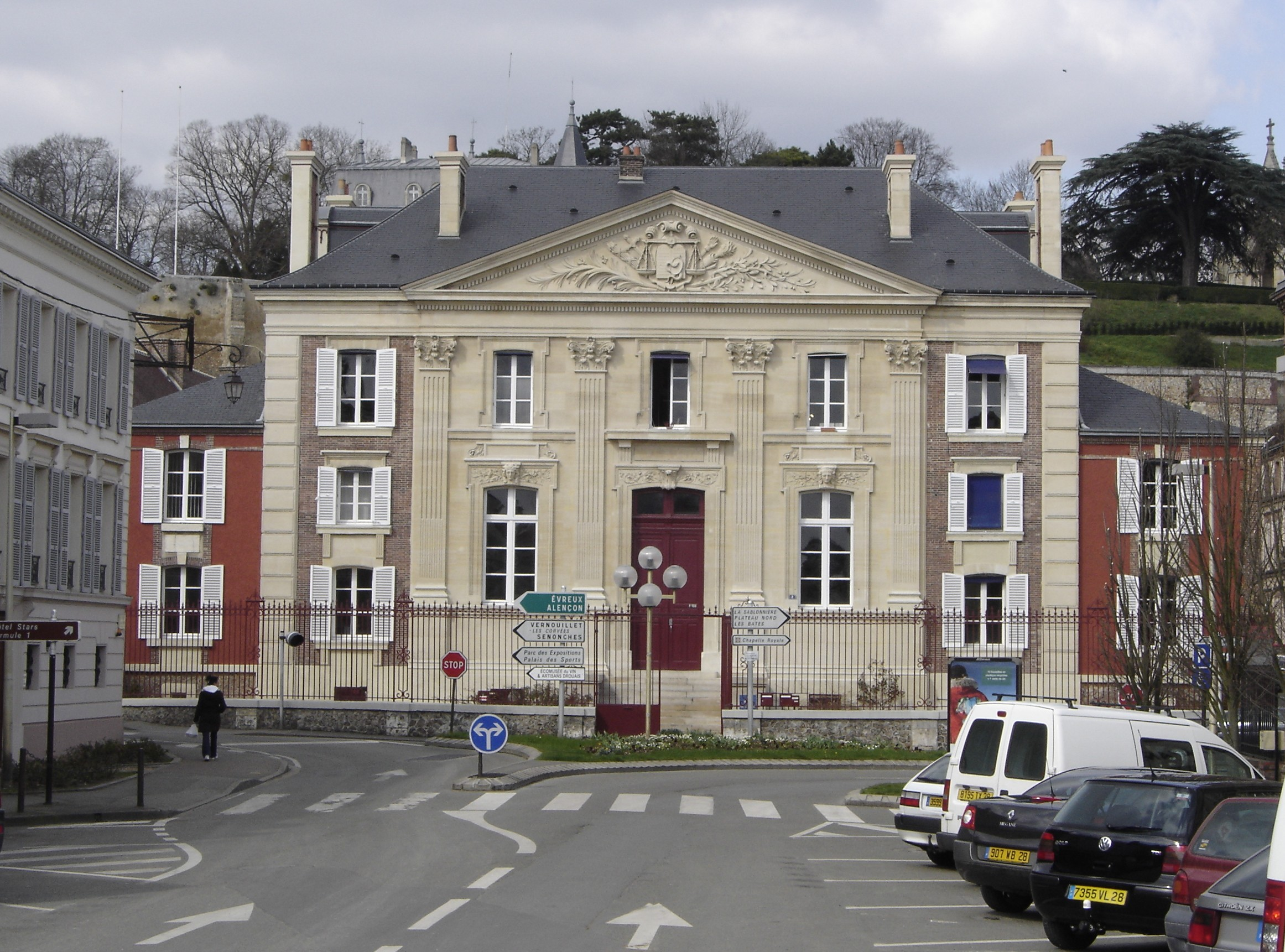
德勒审判法院

### 教育
德勒属于奥尔良-图尔学区。截止2019年1月1日，德勒境内共有11所幼儿园、12所小学、5所初级中学、3所普通高中和3所职业高中。2018至2019学年度，德勒境内共有在校中等教育阶段学生5,508名。

### 医疗
截止2019年1月1日，德勒境内共有全科医生20名、保健师12名、牙医32名、护士27名、耳科医生1名、眼科医生3名、皮肤科医生2名、助产士3名、儿科医生1名和妇科医生5名。境内共有药房10家、养老院4家、残疾人帮扶中心3家。
德勒中心医院（Centre Hospitalier de Dreux）是法国的一个区域性医疗机构，其主病区“维克多·茹瑟兰中心医院”（Centre Hospitalier Victor Jousselin）位于德勒市区，设有床位604个，是当地规模最大的公立综合性医院。

### 住房
2017年，德勒境内共有各类住房13,785套，其中40.9%为独立式居民区，58.8%为集中式居民区。常住房屋占德勒市镇范围内居民建筑总量的88.1%。
在住房保障政策方面，2017年，德勒境内共有4,476户家庭获得了住房经济补助，受益人数占总人口数量的14.4%，其中4,127份为房租补助。

### 商业
2019年，德勒境内共有各类实体商铺737家，其中餐厅120家、大型超市11家、杂货店20家、面包房17家、肉铺16家、书店10家、装饰品店3家、银行门店12家、美容美发店48家、汽车维修店55家。市区南北两侧均建有大型开放式商业街区。

### 体育
2019年，德勒境内共有1家游泳池、11间体育馆、1座综合体育场、10处网球场、13处足球或橄榄球场以及6处篮球或排球场。
截至2021年3月，德勒境内共有5家注册足球俱乐部，其中“德勒全地平线体育联盟”（AS Tout Horizon Dreux）于2020至2021赛季参加中央-卢瓦尔河谷大区足球联赛。

### 环境
德勒的环境事务由其所属的公共社区负责。2019年，德勒境内共有10家污染企业。

### 治安
2019年，德勒市镇范围内共有2处派出所和1处宪兵队。
2014年，德勒及附近地区共发生各类案件2,403起，其中盗窃类案件1,325起，经济类案件206起，毒品交易类案件377起。

## 文化
2019年，德勒境内共有1家剧场、1家电影院、1家博物馆和1家音乐厅。德勒市政府提供多媒体中心，向公众全年开放。

### 建筑
德勒境内有多处法国国家文物保护单位，其中德勒皇家小教堂、德勒钟楼等为当地的代表性建筑物。

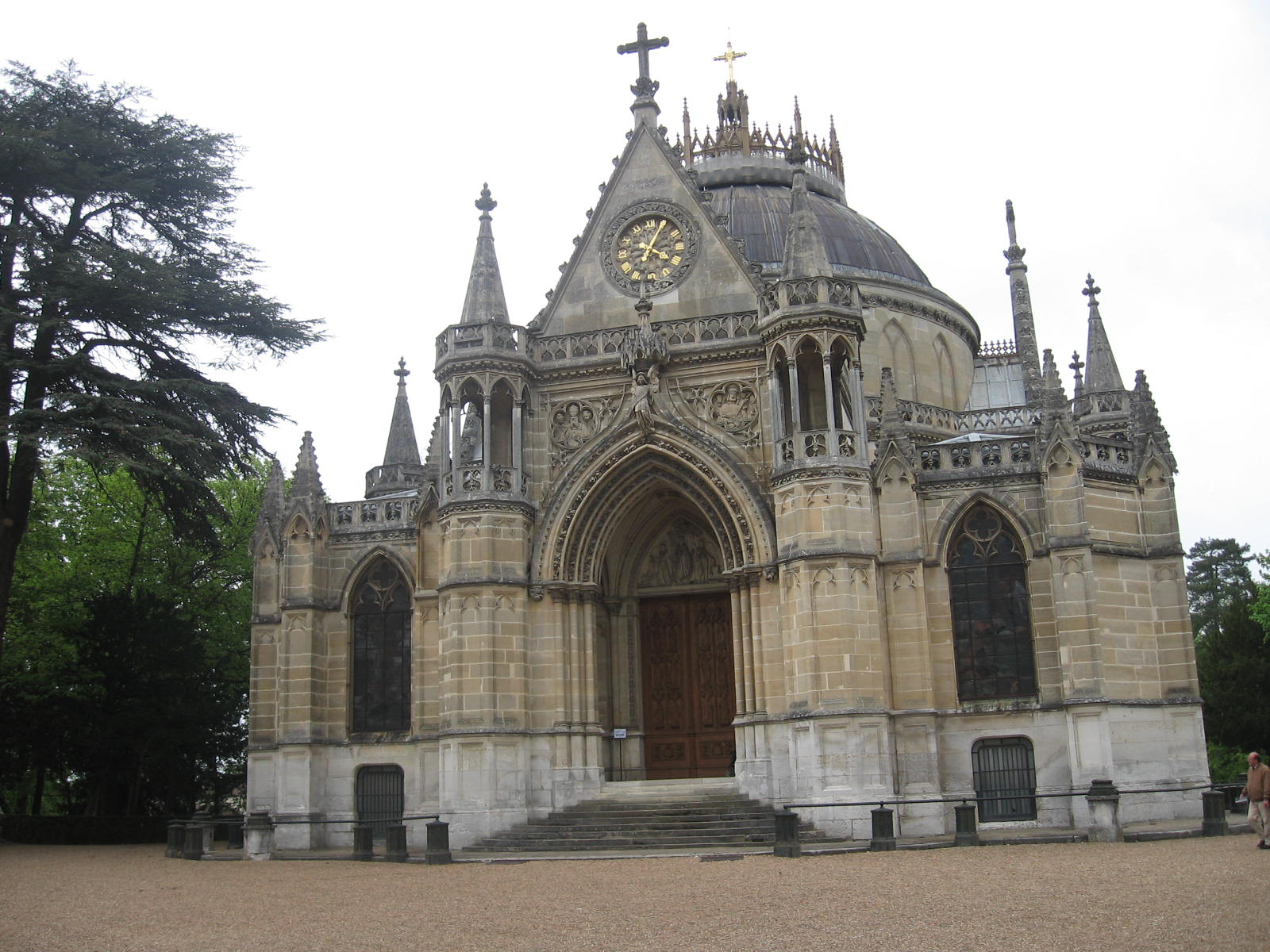
皇家小教堂（法语：Chapelle royale de Dreux）
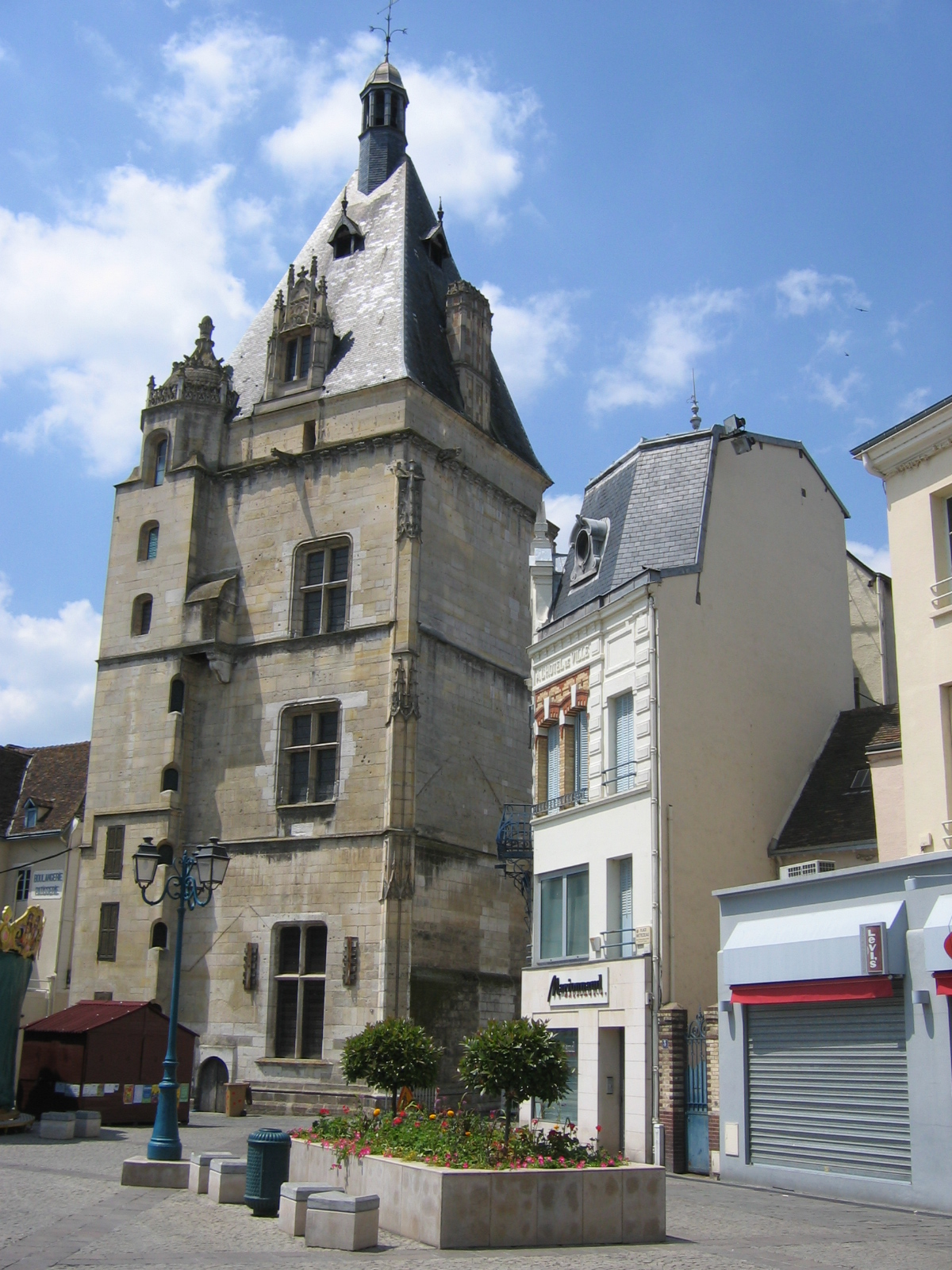
钟楼
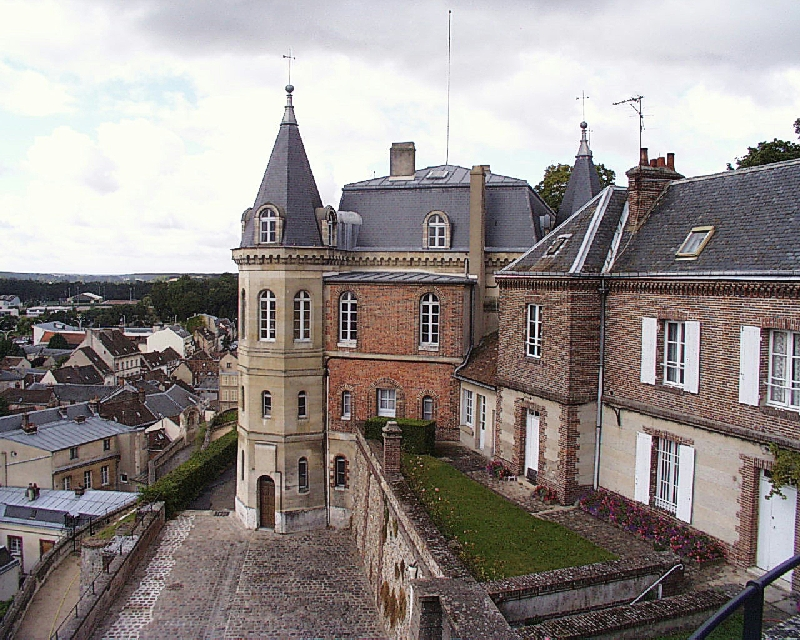
德勒城堡（法语：Château de Dreux）
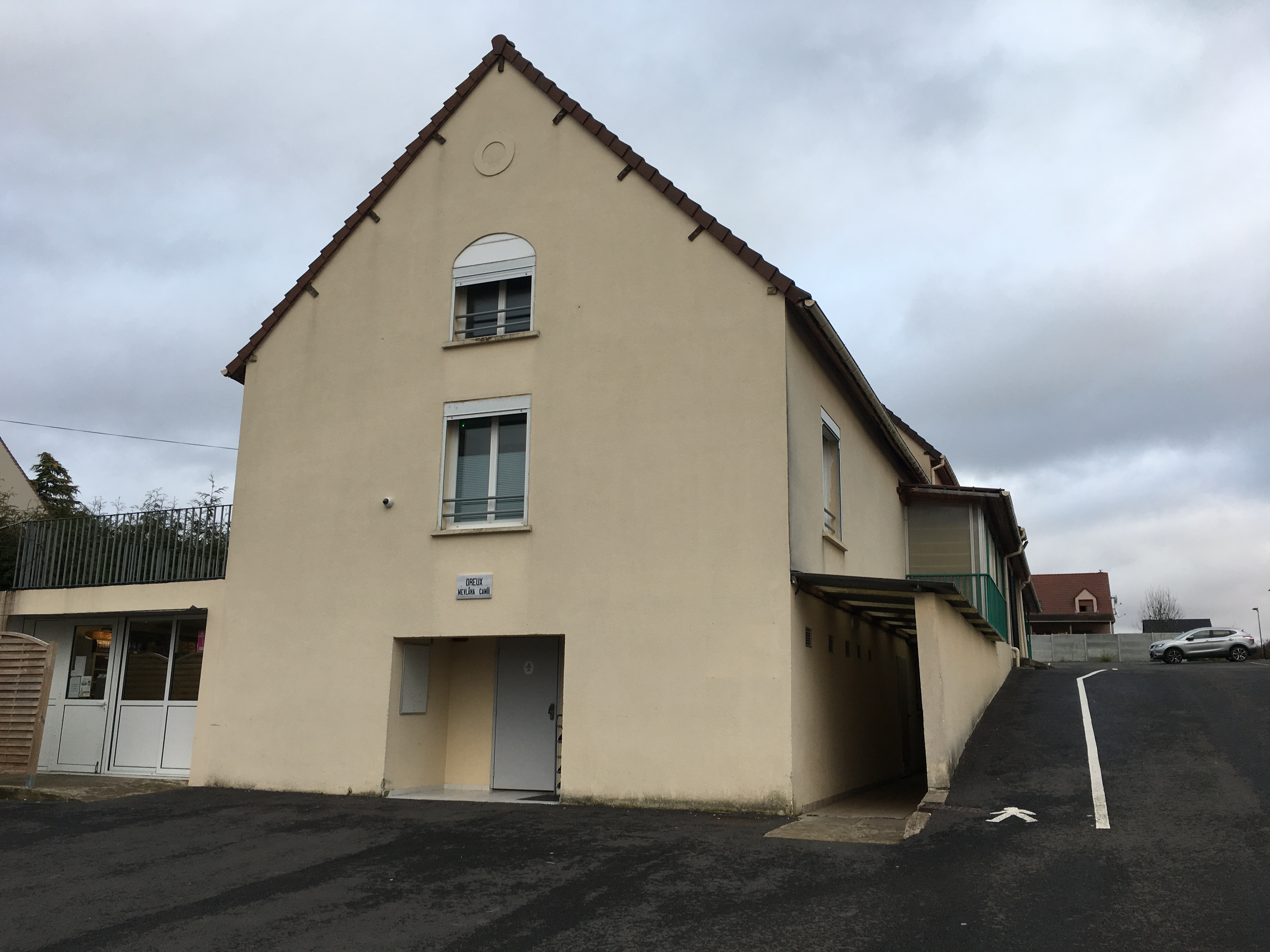
德勒大清真寺
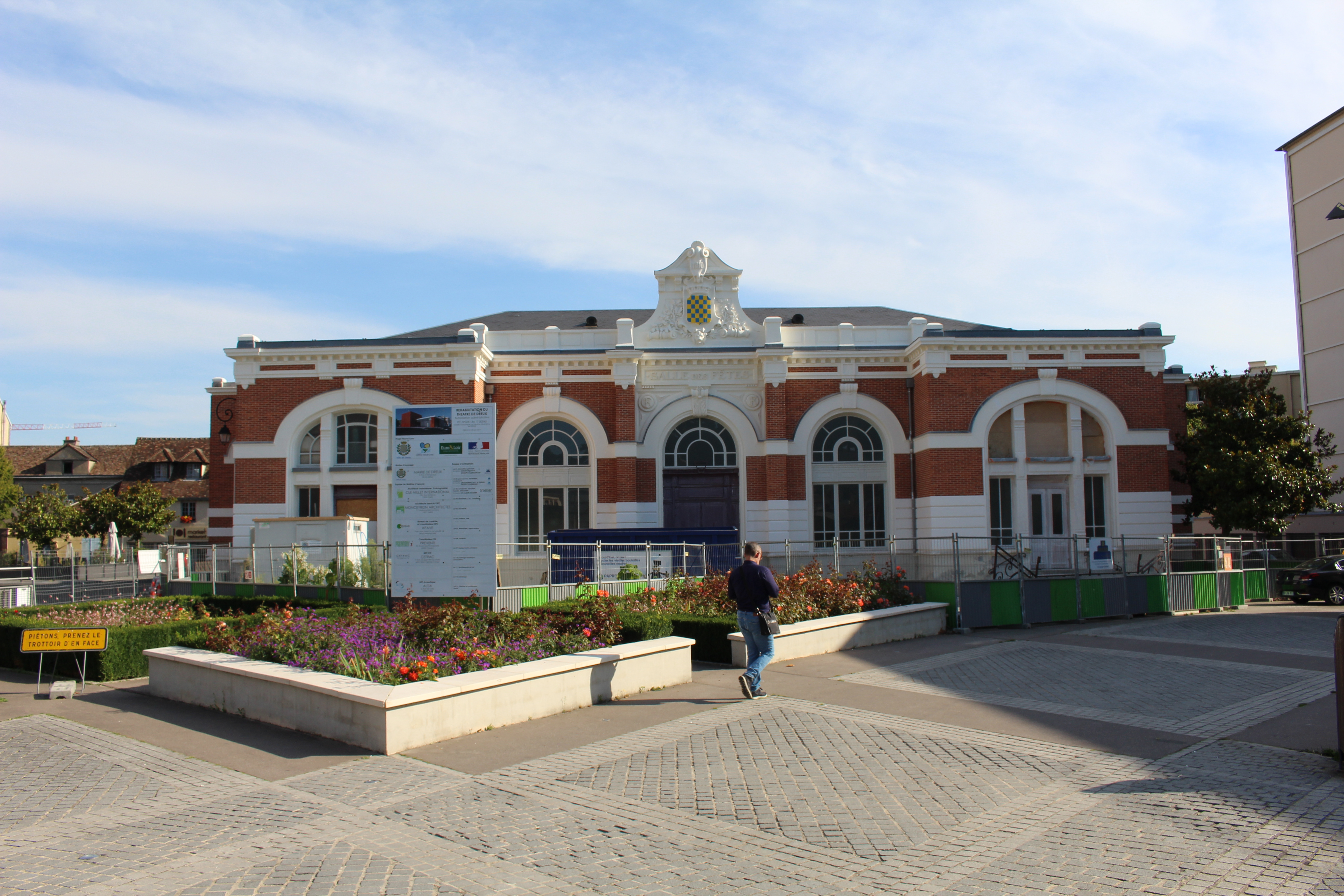
德勒大剧场
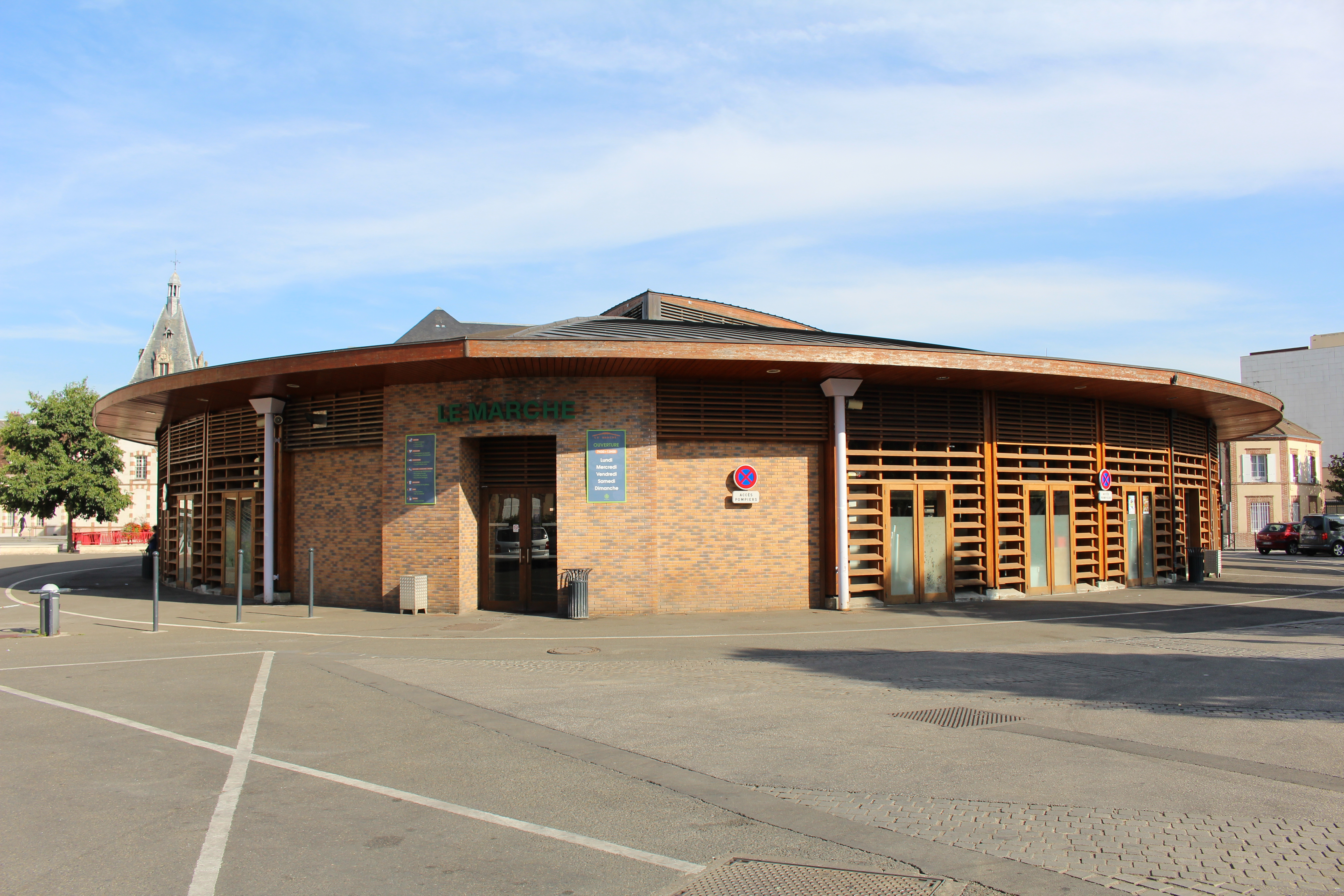
德勒集市大堂

### 旅游
德勒的旅游事务由其所属的公共社区负责。2020年，德勒境内共有8家宾馆共计340间房间。

### 媒体
法国主要的媒体均可在德勒接收，法国电视三台下属的中央-卢瓦尔河谷大区频道在部分时段播出德勒所属区域的地方新闻。

## 相关人物
法国文学家安托万·戈多、剧作家让·德·罗特鲁、政治家查尔斯·德勒克吕兹、生物学家雅克·乌丹、历史学家斯特凡·库尔图瓦和足球运动员泰比爾出生于德勒。

## 友好城市
截至2021年3月，德勒共与六座城市互为友好城市关系：

| - 德国 包岑 - 德国 梅尔松根 - 葡萄牙 阿尔梅林 | - 英格兰 Evesham - 義大利 托迪 - 布吉納法索 库杜古 |